# Matelea crispiflora
Matelea crispiflora är en oleanderväxtart som först beskrevs av Ignatz Urban, och fick sitt nu gällande namn av Jimenez. Matelea crispiflora ingår i släktet Matelea och familjen oleanderväxter. Inga underarter finns listade i Catalogue of Life.